# Tommy Ekman (musikalbum)
Tommy Ekman är Tommy Ekmans självbetitlade debutalbum, utgivet 1990. Albumet utgavs på LP, CD och kassett.

## Låtlista
1. September – 4:30
2. Jag spar varje ord – 4:32
3. Det är vi som ska älska i kväll – 3:20
4. Du kan kalla mig älskling – 3:50
5. Hänger utanför din dörr – 4:02
6. I dina ögon – 3:23
7. Om du bara vore här – 3:30
8. Som bara jag får se – 3:16
9. Ekorrhjul – 3:40
10. Efter alla dessa år – 3:36